# Heterogorgia muricelloides
Heterogorgia muricelloides is een zachte koraalsoort uit de familie Plexauridae. De koraalsoort komt uit het geslacht Heterogorgia. Heterogorgia muricelloides werd in 1910 voor het eerst wetenschappelijk beschreven door Nutting. 